# Anastrepha chiclayae
Anastrepha chiclayae är en tvåvingeart som beskrevs av Greene 1934. Anastrepha chiclayae ingår i släktet Anastrepha och familjen borrflugor. Inga underarter finns listade i Catalogue of Life.